# Menteur (album de Jean Leloup)
Pour les articles homonymes, voir Menteur.
Cet article concerne l'album de Jean Leloup. Pour album de Cali, voir Menteur.
Albums de Jean Leloup
L'amour est sans pitié
(1990)
Singles
1. Printemps été
Sortie : 1989
2. Laura
Sortie : 1989
3. Alger
Sortie : 1989

Menteur est le premier album studio de Jean Leloup paru le 15 mai 1989 sur le label Audiogram.

## Historique
Jean Leclerc fait ses débuts pour le grand public en reprenant le rôle de Ziggy, de 1986 à 1987, dans la comédie musicale Starmania. L'année suivante, il adopte son nom de scène de « Jean Leloup » et, en contrat avec le label québécois Audiogram dirigé par Alain Simard, fait paraître son premier album en mai 1989. Très mécontent du travail de production, notamment des arrangements et de l'usage de la programmation musicale imposés par le réalisateur Paul Pagé, il le renie immédiatement et passe tout le temps de la promotion à le dénigrer dans tous les médias, déclarant vouloir passer au plus vite à l'album suivant,,. De fait, il ne jouera par la suite pratiquement aucune de ces chansons en public, mis à part Alger et parfois Printemps été, n'incluant par ailleurs que ces deux titres dans le disque de compilation de sa carrière 1985-2003 – Je joue de la guitare parue en 2005.

## Liste des titres de l'album
1. Laura – 4 min 09 s
2. Bar danse – 4 min 02 s
3. Les Mendiants de bar – 2 min 58 s
4. Début des temps – 4 min 04 s
5. Cow-boy – 3 min 57 s
6. Alger – 3 min 31 s
7. Miss Mary Popper – 4 min 12 s
8. Je sors avec une fille qui a... – 3 min 09 s
9. Printemps été – 2 min 29 s
10. Sorcières – 2 min 34 s

## Musiciens
- Michel Dagenais : guitare
- Sylvain Bolduc : basse
- Rick Haworth : guitare
- Clive Jackson : contrebasse
- François Lalonde : batterie
- Jean-Pierre Zanella : saxophone
- Paul Marcoux : programmation batterie, claviers
- Marc Gillett : programmation claviers et basse
- Sylvain Clavette : programmation batterie

## Accueil de la critique
Lors de sa parution en 1989, l'album est particulièrement apprécié par la critique, notamment lors de l'émission télévisée culturelle La Bande des six qui est « dithyrambique » – avec Georges-Hébert Germain qui déclare « je crie au génie! Ce gars-là a du génie, avec tout ce que ça implique » –, et y voit un renouveau profond de la chanson québécoise selon Marie-France Bazzo.
Chose particulièrement rare, l'album et son auteur sont nommés deux années successives aux prix Félix en 1989 et 1990 soulignant l'importance de sa publication dans le paysage musical québécois d'alors.

## Distinctions
- Prix Félix 1989 (ADISQ)[5] :
  - Nomination au prix de la « Découverte de l'année »
  - Nomination au prix l'« Interprète masculin de l'année »
  - Nomination au prix du « Vidéoclip de l'année » pour Alger réalisé par Diane Boyer et Pierre Séguin
- Prix Félix 1990 (ADISQ)[6] :
  - Nomination au prix de l'« Album rock de l'année »
  - Nomination au prix du « Premier album »
  - Nomination au prix du « Réalisateur de disque de l'année » pour Paul Pagé